# Agrodiaetus kurdistanica
Agrodiaetus kurdistanica är en fjärilsart som beskrevs av Forster 1961. Agrodiaetus kurdistanica ingår i släktet Agrodiaetus och familjen juvelvingar. Inga underarter finns listade i Catalogue of Life.